# Curt Westermann
Curt Westermann, gebürtig Paul Scholz (* 12. Februar 1878 in Leipzig, Deutsches Reich; † 18. November 1961 in Darmstadt), war ein deutscher Theaterschauspieler mit langjähriger Wirkungsstätte Darmstadt.

## Leben und Wirken
Westermann erhielt in seiner Heimatstadt Leipzig zur Jahrhundertwende seine künstlerische Ausbildung bei Oskar Borcherdt. Anschließend ging er ins niederschlesische Liegnitz, wo er seinen Bühneneinstand gab. Weitere frühe Verpflichtungen führten Westermann nach Regensburg, Königsberg, Danzig, ans Hoftheater von Oldenburg und schließlich nach Freiburg. In jenen frühen Jahren sah man ihn, zunächst in den Rollenfächern „jugendlicher Liebhaber“ und „jugendlicher Held“, unter anderem als Ferdinand in Kabale und Liebe, als Don Karlos, als Romeo in Romeo und Julia, als Mark Anton (Shakespeare), als Graf von Charolais im gleichnamigen Trauerspiel von Beer-Hofmann, als Georg in Sudermanns Johannisfeuer und als Erbprinz Karl-Heinz in Meyer-Försters Studentenromanze Alt-Heidelberg.
1909 kam Curt Westermann ans Hoftheater nach Darmstadt, dem er fortan die kommenden 50 Jahre die Treue halten sollte. Zunächst weiterhin als „jugendlicher Held“ besetzt, wechselte der Künstler 1912 ins Charakterfach. Hier deckte er bis zu seiner Pensionierung 1959 quasi die gesamte Rollenpalette ab und spielte unter insgesamt 17 Intendanten, darunter auch Gustav Hartung, Ernst Legal und Gustav Rudolf Sellner. Für sein langjähriges Wirken vor Ort wurde Westermann mit der Bronzenen Verdienstplakette der Stadt Darmstadt, der Goethe-Plakette des Landes Hessen und mit dem Bundesverdienstkreuz ausgezeichnet. Auch nach seinem Abschied von der Schauspielerei im Alter von 81 Jahren blieb der Künstler bis zu seinem Tod 1961 Darmstadt verbunden.

## Weblink
- Kurzbiografie

| Personendaten    | Personendaten                  |
| ---------------- | ------------------------------ |
| NAME             | Westermann, Curt               |
| ALTERNATIVNAMEN  | Scholz, Paul (wirklicher Name) |
| KURZBESCHREIBUNG | deutscher Bühnenschauspieler   |
| GEBURTSDATUM     | 12. Februar 1878               |
| GEBURTSORT       | Leipzig, Deutsches Reich       |
| STERBEDATUM      | 18. November 1961              |
| STERBEORT        | Darmstadt, Deutschland         |